# Луцкович, Анна Ивановна
Анна Ивановна Луцкович (2 октября 1928 — 10 февраля 2014) — передовик советской лёгкой промышленности, бригадир съёмщиц пряжи Омского текстильного производственного объединения «Восток» Министерства лёгкой промышленности РСФСР, Герой Социалистического Труда (1971).

## Биография
Родилась 2 октября 1928 года в деревне Копотилово Казанского района Тюменской области в русской семье.
Окончив школу фабрично-заводского обучения, в 1944 году, трудоустроилась на Омскую кордную фабрику. В 1963 году это предприятие становится Омским текстильным объединением. Сначала работала съёмщицей, а затем была назначена бригадиром съёмщиц пряжи.
Участвовала в общественной жизни фабрики, была хорошей наставницей молодёжи, знала все тонкости профессии. Возглавляемая бригада была передовой на производстве. В 1966 году за высокие показатели была удостоена орденом Трудового Красного Знамени.
Указом Президиума Верховного Совета СССР от 5 апреля 1971 года за особые заслуги и высокие производственные достижения в лёгкой промышленности Анне Ивановне Луцкович было присвоено звание Героя Социалистического Труда с вручением ордена Ленина и медали «Серп и Молот».
Была делегирована на XXIV съезд КПСС.
В 1982 году вышла на заслуженный отдых. Стала персональным пенсионером союзного значения.
Проживала в Омске. Умерла 10 февраля 2014 года. Похоронена на Старо-Восточном кладбище Омска.

## Награды
За трудовые успехи была удостоена:
- золотая звезда «Серп и Молот» (05.04.1971)
- орден Ленина (05.04.1971)
- Орден Трудового Красного Знамени (09.06.1966)
- другие медали.